# فهرست‌های نویسندگان
CD-ROM 1.0

## بر پایهٔ ملیت

### نویسندگان آمریکایی
- فهرست نویسندگان آمریکایی

### نویسندگان افغانستان
مقالۀ اصلی: فهرست نویسندگان افغانستانی
- تقی بختیاری
- حسین فخری
- حمیرا قادری
- خالد حسینی نویسندۀ کتاب‌های مشهور بادبادک‌باز و هزاران خورشید درخشان
- خالده فروغ
- خلیل‌الله خلیلی شاعر و نویسندهٔ زبان فارسی دری
- رزاق مامون
- رهنورد زریاب
- سیامک هروی
- عبدالحی حبیبی مورخ و نویسندۀ سرشناس
- عبدالرحمان پژواک نویسنده و شاعر افغانستانی که به زبان‌های دری و پشتو می‌نوشت.
- عتیق رحیمی
- لطیف پدرام
- محمدحسین محمدی

## نویسندگان انگلیسی

### نویسندگان برزیلی
- پائولو کوئلیو
- ژوزه مائورو ده واسکونسلوس

### نویسندگان پاکستانی
- حنیف قریشی

### نویسندگان ژاپنی
- اوکاوا شومیو
- ریوکو سایتو
- ریونوسوکه اکوتاگاوا
- ساتوشی اوروشیهارا
- کازوئو ایشیگورو
- کنزابورو اوئه
- کوبو آبه
- هاروکی موراکامی
- یاسوناری کاواباتا

### نویسندگان فرانسوی
- فهرست نویسندگان فرانسوی

### نویسندگان لبنانی
- امین معلوف
- جبران خلیل جبران
- شارل مالک

### نویسندگان یونانی
- هومر

## موضوع

### نویسندگان سیاسی
- فهرست نویسندگان کمونیست